# 골볼

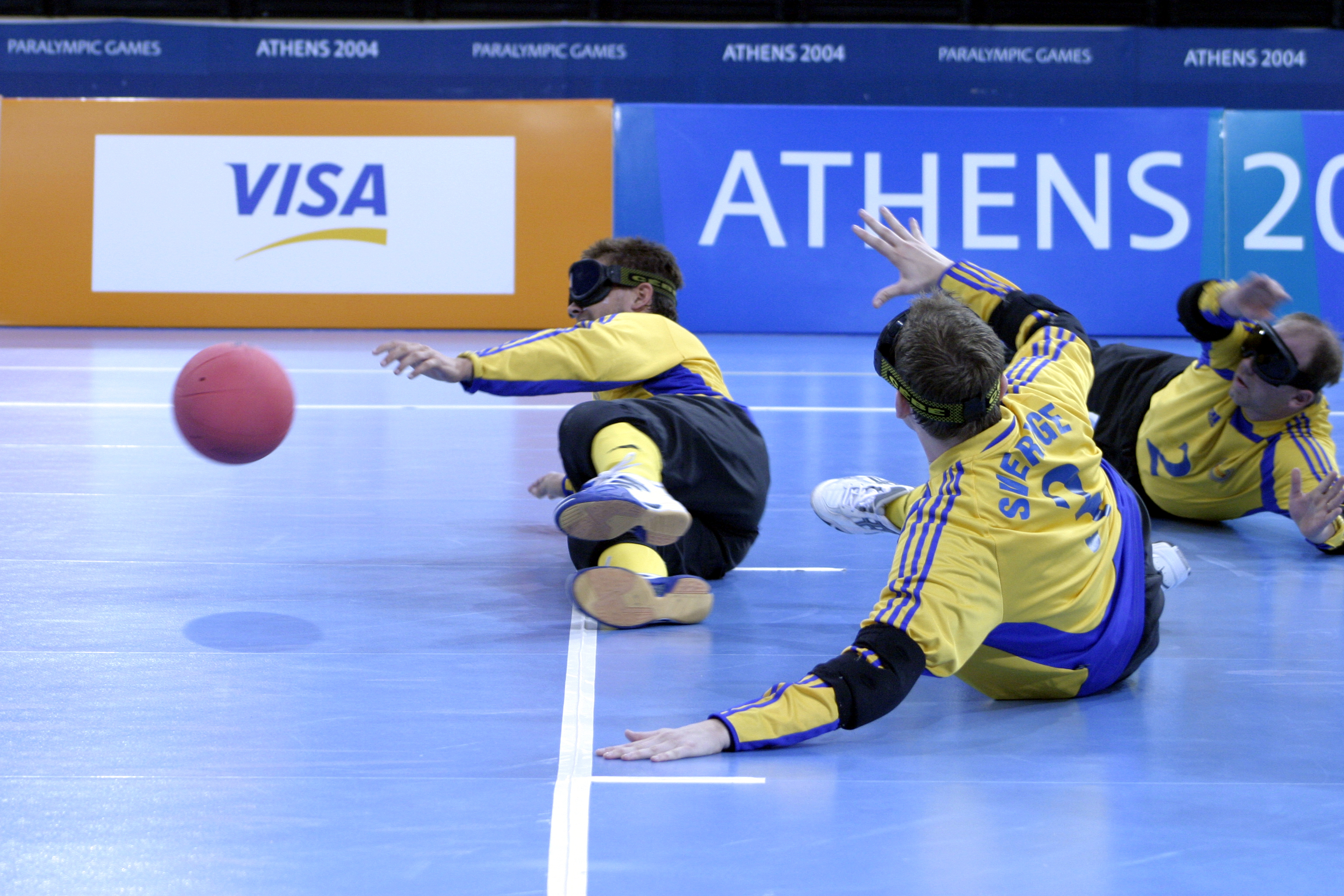

골볼(Goalball)은 시각장애 체육인을 위해 고안된 팀 스포츠이다. 제2차 세계대전 참전 군인의 재활을 돕기 위해 1946년에 호주인 Hanz Lorenzen과 독일인 Sepp Reindle이 고안하였다.

참가자는 3인이 팀을 이루어 (소리가 나는)벨이 들어있는 공을 상대편의 골을 향하여 던진다. 공은 한 팀의 경기 영역 끝에서 다른 팀 영역으로 던지거나 굴린다. 경기자는 자신의 골 영역 내에 남아서 방어하거나 공격한다. 경기자는 볼의 위치와 움직임을 벨 소리로만 파악하여야 한다. 경기는 전후반 12분(이전에는 10분)으로 이루어진다.
 안대를 이용하여 일부 시각 장애자도 전시력 장애인과 동등하게 경기할 수 있다. 안대가 눈을 완전히 가릴 수 있도록 안대 아래에 아이패치를 부착할 수 있다. 또한 아이패치는 안대가 움직이지 않도록 한다.
골볼은 1950년대와 1960년대에 걸쳐서 점차적으로 승부 게임이 되었고, 결국 캐나다 토론토에서 개최된 1976년 하계 패럴림픽에서 시범 종목으로 지정되었다. 이 종목의 세계 선수권전은 1978년에 호주에서 열렸다. 골볼은 네덜란드 아른험에서 개최된 1980년 하계 패럴림픽의 프로그램에 추가되었고, 장애인만을 위해 고안한 최초의 패럴림픽 스포츠가 되었다.

## 주요 내용

### 코트와 볼
국제 시각장애인 스포츠 연맹 규정에 따르면 경기장의 길이는 18m, 폭은 9m이다. (약 19.7야드 와 98.야드). 골의 너비는 경기장의 폭이다. 경기장은 같은 넓이의 6개 구역으로 나뉜다 (3 by 9 m). 골의 바로 전면에 위치한, 맨 끝에 위치한 두 구역이 팀 에어리어이다. 이 구역을 넘은 구역이 각 팀의 랜딩 존이다. 중앙의 두 구역이 중립 존이다.
경기장의 선은 노끈 위에 테이프를 붙인다. 이렇게 해서 선을 볼 수 있고 만질 수 있다. 팀 에어리어, 랜딩 존, 경계선과 골라인, 그리고 하이볼 라인을 모두 이렇게 표시한다. 추가로, 팀 에어리어에는 6개의 표시를 한다. 전방에 3개, 측면에 두 개, 그리고 골라인 앞에 한 개이다. 경기자의 방향과 위치 설정을 돕는다.
볼의 무게는 1.25 kg (약 2.76 파운드)이고, 8개의 구멍이 뚫려있으며, 소리가 나는 벨이 내부에 있다. 볼의 둘레는 약 76 cm (약 30 인치)이다. 패럴림픽(Paralympic)에서는 볼을 언더드로로 던져야 하며, 손을 떠날 때 최대 속도는 60 kph이다.(이 부분은 영문 위키의 내용이다. 2012 런던 패럴림픽에서는 60mph이다)

### 관리자
다른 경기와 달리 경기자보다 관리자가 더 많다:
- 레프리(2). 경기장의 측면 중앙에 각각 두명의 레프리를 둔다.
- 골 심판(4). 각각 골의 양 끝에 골 심판을 둔다. 경기장 밖으로 나가는 볼은 잡아서 팀 에어리어에 투입한다.
- 10초 계시원(2). 수비가 공에 닿고 공격할 때까지 시간을 재서 10초가 넘으면 '텐 세컨드'하고 외친다. 10초가 넘도록 공격을 하지 않으면 페널티 드로우를 준다.
- 채점자. 타임 아웃 수를 센다. 선수 교체 수를 센다. 점수를 기록한다.
- 경기 타이머, 보조 타이머. 레프리의 호각에 따라 타이머를 동작시킨다. 경기 타이머에 문제가 발생하면 보조 타이머를 사용한다.

### 점수
한 골당 1점이다. 볼이 골 라인을 완전히 통과하면 골이 인정된다.
본 경기 시간 종료 시점에 점수가 높은 팀이 승리한다.
본 경기에서 동점인 경우에 3분간 두 번의 연장전을 한다. 연장전은 골든 골을 적용한다. 연장전은 먼저 점수를 획득하는 팀이 승리한다.
연장 득점이 없으면 페널티 드로우로 승부를 가른다.
10점 이상 점수차가 벌어지면 승부가 선언된다.

## 같이 보기
- 패럴림픽 골볼